# Kułaczkowce (gmina)
Kułaczkowce – dawna gmina wiejska w powiecie kołomyjskim województwa stanisławowskiego II Rzeczypospolitej. Siedzibą gminy były Kułaczkowce.
Gminę utworzono 1 sierpnia 1934 r. w ramach reformy na podstawie ustawy scaleniowej z dotychczasowych gmin wiejskich: Balince, Buczaczki, Chomiakówka, Kułaczkowce, Słobódka Polna i Trofanówka.
Po II wojnie światowej obszar gminy znalazł się w ZSRR.